# Will Holland
Quantic, de son vrai nom Will Holland, est un DJ, musicien et producteur de musique anglais, vivant et travaillant en Colombie. Son style musical est un mélange de sonorités latines légèrement modernisées et couplées à de la musique électronique. Will Holland joue sur la plupart des instruments entendus dans ses productions : guitare, basse et contrebasse, piano, claviers, saxophone ainsi que tout type de percussions.

## Biographie
Ses albums The Fifth Exotic (2001) et Apricot Morning (2002) l'ont vu collaborer avec de nombreuses vedettes, dont la chanteuse de soul britannique Alice Russell. En 2003, Will Holland constitue le Quantic Soul Orchestra, un nouveau projet visant à produire du funk vintage, dans le style de « ce qui se faisait dans les années 1960 et 1970, avec d'autres musiciens, dont la saxophoniste Lucy Holland ».
En 2007, Holland déménage à Cali, en Colombie. Il met en place un studio analogique, Sonido del Valle, et enregistre puis sort l'album Quantic Soul Orchestra Tropidélico (2007) et le premier album de son autre projet de dub tropicale, Flowering Inferno (2008), regroupant de nombreux musiciens de la région. Il crée ensuite le Combo Bárbaro (Bárbaro est considéré comme très fameux en Colombie).

## Discographie

### Albums studio
- 2001 : The 5th Exotic (Tru Thoughts)
- 2002 : Apricot Morning (Tru Thoughts)
- 2004 : Mishaps Happening (Tru Thoughts)
- 2006 : One Offs... Remixes and B-Sides (Tru Thoughts)
- 2006 : An Announcement to Answer (Tru Thoughts)
- 2008 : Death of the Revolution (Tru Thoughts, Flowering Inferno)
- 2010 : Dog with a Rope (Tru Thoughts, Flowering Inferno)
- 2011 : Magnetica (Tru Thoughts, 2014)
- 2015 : A New Constellation (Tru Thoughts, 2015)- The Western Transient
- 2016 : 1000 Watts (Tru Thoughts, 2016)- Flowering Inferno
- 2017 : Curao (Tru Thoughts), avec Nidia Góngora
- 2019 : Atlantic Oscillations
- 2020 : Quantic and Denitia
- 2020 : Nowhere
- 2021 : Almas Conectadas
- 2023 : Dancing While Falling

### Singles
- 2000 : We Got Soul/Fresh Rhythm (EP 7", Breakin' Bread)
- 2001 : Life in the Rain (EP 12", Tru Thoughts)
- 2001 : Life in the Rain (Remix) (EP 12", Tru Thoughts)
- 2002 : Primate Boogaloo (EP 12", Tru Thoughts)
- 2002 : Search the Heavens (EP 12", Tru Thoughts)
- 2002 : Sweet Calling (EP 12", Tru Thoughts)
- 2003 : Search the Heavens (EP 12", Tru Thoughts)
- 2004 : Don't Joke with a Hungry Man (EP 12", Tru Thoughts)
- 2004 : Mishaps Happening (Remix) (EP 12", Tru Thoughts)
- 2005 : Perception (EP 12", Tru Thoughts)
- 2006 : Tell It Like You Mean It (EP 12", Tru Thoughts)

### The Quantic Soul Orchestra

#### Albums
- 2003 : Stampede (Tru Thoughts)
- 2005 : Pushin' On (Tru Thoughts)
- 2006 : I'm Thankful avec Spanky Wilson (Tru Thoughts)
- 2007 : Tropidélico (Tru Thoughts)

#### Single
- 2002 : Apricot Morning (EP, Tru Thoughts)

### The Limp Twins
- 2003 : Tales from Beyond the Groove (Tru Thoughts)

### Quantic y su Combo Bàrbaro
- 2010 : Tradition In Transition (Tru Thoughts)
- 2012 : Quantic and Alice Russell with the Combo Barbaro